# Parroquia de Terrebonne
La parroquia de Terrebonne (en inglés: Terrebonne Parish), fundada en 1822, es una de las 64 parroquias del estado estadounidense de Luisiana. En el año 2000 tenía una población de 104.503 habitantes con una densidad poblacional de 32 personas por km². La sede de la parroquia es Houma.

## Geografía
Según la Oficina del Censo, la parroquia tiene un área total de 5387 km² (2079,9 mi²), de la cual 3250 km² (1254,8 mi²) es tierra y 2137 km² (825,1 mi²) (39.66%) es agua.

### Parroquias adyacentes
- Parroquia de Assumption - norte
- Parroquia de Lafourche - este
- Parroquia de St. Mary - noreste

## Carreteras
- U.S. Highway 90
- Carretera Estatal de Luisiana 24
- Carretera Estatal de Luisiana 55
- Carretera Estatal de Luisiana 56
- Carretera Estatal de Luisiana 57
- Carretera Estatal de Luisiana 58

## Demografía
En el 2008 la renta per cápita promedia de la parroquia era de $35,235, y el ingreso promedio para una familia era de $39,912. En 2000 los hombres tenían un ingreso per cápita de $34,869 versus $20,705 para las mujeres. El ingreso per cápita para la parroquia era de $16,051. Alrededor del 19.10% de la población estaba bajo el umbral de pobreza nacional.

## Comunidades

### Incorporadas
- Houma

### No incorporadas
- Dulac
- Dularge
- Chauvin
- Montegut
- Gray
- Bayou Cane
- Schriever
- Gibson
- Chacahoula
- Cocodrie
- Point Aux Chene